# Rance (Štimlje)
Pour les articles homonymes, voir Rance.
Rancë en albanais et Rance en serbe latin (en serbe cyrillique : Ранце) est une localité du Kosovo située dans la commune/municipalité de Shtime/Štimlje, district de Ferizaj/Uroševac (Kosovo) ou district de Kosovo (Serbie). Selon le recensement kosovar de 2011, elle compte 122 habitants, tous albanais.

## Démographie

### Évolution historique de la population dans la localité
| 1948 | 1953 | 1961 | 1971 | 1981 | 1991 | 2011 |
| ---- | ---- | ---- | ---- | ---- | ---- | ---- |
| 142  | 158  | 178  | 171  | 164  | 178  | 122  |

|  |